# Cheiracanthium adjacens
Cheiracanthium adjacens är en spindelart som beskrevs av O. Pickard-Cambridge 1885. Cheiracanthium adjacens ingår i släktet Cheiracanthium och familjen sporrspindlar. Inga underarter finns listade i Catalogue of Life.